# Мансел (острво)
Острво Мансел (енгл. Mansel Island, ину. Pujjunaq) је једно од већих острва у канадском арктичком архипелагу, у Хадсоновом заливу. Острво је у саставу канадске територије Нунавут. 
Површина износи око 3 180 km², по којој је острво 159. у свијету и 28. у Канади по величини.
На острву се налази природни резерват за ирвасе.
Острво је ненасељено.